# Julian Pike
Aubrey Julian Monsell Pike (* 1946) ist ein britischer Opernsänger (Tenor).

## Leben
Pike studierte Gesang am Royal College of Music in London und bei Pierre Bernac in Paris. Er wurde bekannt, als er 1982–84 in Paris, Zürich, Stockholm, Kopenhagen und New York den José in La Tragédie de Carmen, einer von Peter Brook arrangierten Version der Oper von Georges Bizet, sang. Pike wandte sich auf der Bühne wie im Konzertsaal bevorzugt der zeitgenössischen Musik zu. So trat er in den Niederlanden, Deutschland, Italien und am Royal Opera House Covent Garden in Karlheinz Stockhausens Donnerstag aus Licht auf. 1985 sang er beim Wexford Festival den Jack in Kurt Weills Aufstieg und Fall der Stadt Mahagonny und nahm an einer großen Tournee des European Youth Orchestra unter Matthias Bamert teil. 1988 wirkte er an der Mailänder Scala in der Uraufführung einer weiteren Oper aus Stockhausens Licht-Zyklus, Montag aus Licht, mit und wiederholte diese Kreation in Amsterdam, Frankfurt am Main und Paris. In Frankfurt, auf den Festivals von Edinburgh und Montepulciano sowie im englischen Rundfunk BBC sang er den Lord Puff in Hans Werner Henzes The English Cat. 1989 trat er am Music Theatre Wales als Roderick in Philip Glass’ The Fall of the House of Usher auf, 1991 in Stockholm als Piet vom Fass in György Ligetis Le Grand Macabre. 1992 übernahm er am Teatro Nacional de São Carlos in Lissabon in einer weiteren Uraufführung aus Stockhausens Licht-Zyklus, Dienstag aus Licht, die Partie des Michael; eine Wiederholung dieser Aufführung fand in Amsterdam statt.
In seinem Repertoire finden sich eine Anzahl weiterer Partien, von der Barock-Oper (L’incoronazione di Poppea von Claudio Monteverdi, Pigmalion von Jean-Philippe Rameau, beide an der Kent Opera) bis zu den Werken von Richard Strauss (Tanzmeister in Ariadne auf Naxos). Auch in seinem Repertoire für den Konzertsaal lässt sich diese Zweiteilung, einerseits für die alte und barocke Musik, andererseits für moderne Vokalwerke, erkennen. Pike gab in London (Ligeti Festival 1989), auf den Festivals von Bath, Camden und Aldeburgh, aber auch im Ausland sehr erfolgreiche Konzerte. Seine Tourneen führten ihn in die Musikzentren in Frankreich, Deutschland, Belgien, den Niederlanden, Polen, Finnland und Österreich. Er war auch Mitglied der Liedensembles Songmaker’s Almanac und Fortune’s Fire Lute.
Seit 1994 lehrt Pike als Assistant Head, seit 1999 als Head of Vocal and Operatic Studies am Birmingham Conservatoire, einem der renommiertesten Konservatorien Englands. 2003 wurde ihm der Professorentitel verliehen.

## Familie
Julian Pike ist der älteste Sohn des anglikanischen Priesters William Aubrey Monsell Pike (1905–1987) und dessen Frau Marguerite geb. Robertson (1923–2021). Er ist seit 1972 mit der Sopranistin Caroline Friend verheiratet und Vater der Schauspielerin Rosamund Pike.